# Opgravingen te Esch
De opgravingen te Esch zijn archeologische opgravingen in het Noord-Brabantse dorp Esch. Ze hebben plaatsgevonden in het tijdvak 1950-1961. Er zijn tal van Romeinse voorwerpen bij aan het licht zijn gekomen.
Op de Kollenberg zijn in 1950 en 1952 drie Romeinse graven werden gevonden die dateren uit het tijdvak van 175-250 n.Chr. In 1959 werden op Hoogkeiteren archeologisch interessante sporen ontdekt. Dit leidde tot nieuwe opgravingen waarbij nog vier graven werden blootgelegd. De Romeinen groeven als graf een kuil en bekleedde die met planken. Het stoffelijk overschot werd gecremeerd en de crematieresten werden in een klein kistje, een urn of een stuk textiel gedaan en in de grafkist gelegd. Deze werd afgedicht met een houten deksel en ten slotte met een laag aarde afgedekt.

## Berging
In 1961 werd de zogeheten 'Operatie Taartschep' uitgevoerd, waarbij graf VII met behulp van een Centuriontank in zijn geheel uit de grond werd geschept. Daarvoor werd om het 24 ton wegende graf heen een stalen kooiconstructie aangebracht. De operatie stond onder leiding van archeoloog Jules Bogaers. Het graf werd in Amersfoort onderzocht door de Rijksdienst voor het Oudheidkundig Bodemonderzoek.

## Voorwerpen
In graf II op de Kollenberg werd een stukje textiel gevonden dat breisteken bevatte. Het is het oudste stuk gebreid Romeins textiel dat ooit gevonden werd. Graf V werd het 'Graf van de rijke dame' genoemd, daar het luxe glaswerk, voorwerpen van barnsteen, een beeldje van Bacchus, sieraden, mantelspelden, een beursje van kralenweefsel en sandalen bevatte.
Een reconstructie van graf III maakt deel uit van de collectie van het Noordbrabants Museum te 's-Hertogenbosch.